# Щілинні сита

Щілинні сита, шпальтові сита — робоча просіююча поверхня грохотів, призначених для зневоднення, знешламлення, відділення суспензії і відмивки обважнювача. Ш.с. являє собою колосниковоподібну щілясту решітку, набрану з високолегованого дроту трапецієподібного поперечного перетину. Колосники скріплені між собою з'єднувальними шпильками діаметром 8 мм, які розташовані на відстані 80 мм одна від одної. Ширина щілястих отворів може бути від 0,1 до 16 мм. Щілинні сита міцні, але мають малий коефіцієнт живого перетину (від 9 до 40 %). Ш.с. виготовляються у вигляді окремих карт з довжиною, кратною відстані між осями з'єднувальних шпильок, і шириною — 50 мм. Термін служби ш.с. в залежності від умов використання і властивостей оброблюваного матеріалу становить до 1—1,5 роки. Термін служби шпальтових сит з нержавіючої сталі становить 2—3 місяці. Карти ш.с. мають ті ж розміри, що й рамки з дротяними або листовими ситами. Це забезпечує взаємозамінність і уніфікацію деталей кріплення просіюючої поверхні, а також можливість використання одного й того ж грохота на різних операціях грохочення. Ш.с. використовуються як робоча поверхня зневоднювальних та знешламлювальних грохотів, дугових сит, фільтрувальних центрифуг.
Шпальтові щілясті сита набирають із дроту трапецієвидного перетину (рідше круглого). Ширина щілястих отворів може бути 0,1—16 мм. Сита виготовляють з латуні, нержавіючої і низьковуглецевої сталі.
Шпальтові сита призначені для виділення дрібних класів і зневоднювання.